# USS Water Witch (1851)

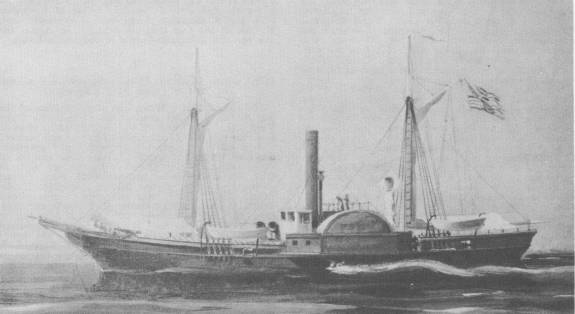
USS Water Witch

Третій корабель USS Water Witch - колісний канонерський човен ВМС США, який брав участь у Громадянській війні у США. 
Проте найвідоміши цей корабель став через інцидент з його обстрілом військовими Парагваю у 1855 році. Через це у 1858 році флот США спорядив експедицію, в якій взяв участь і USS Water Witch, що піднялася Ла-Платою, Параною та Парагваєм, і змусила уряд Парагваю принести вибачення та заплатити компенсацію сім'ї  загиблого в інциденті моряка.     
На початку Громадянської війни канонерський човен взяв участь у битві при Хед-оф-Пассес між ескадрою флоту США та групою канонерських човнів південців та броненосцем CSS Manassas, атакувавши імпровізований канонерський човен з його супроводу «CSS Ivy». Пізніше брав  участь у блокаді узбережжя Конфедерації. У 1864 році корабель був захоплений на абордаж човнами з бійцями ВМС Конфедеративних Штатів Америки, і включений до їх складу як CSS Water Witch. Спалений командою у грудні 1864 року аби запобігти його захопленню федеральними силами.